# 零年 (红色高棉)
零年（高棉語：、 [cʰnam soun]），是波爾布特在民主柬埔寨實踐的一個想法，即必須徹底摧毀或拋棄柬埔寨社會中的所有文化和傳統，並必須以新的革命文化取而代之它，從頭開始。
1975年4月17日，紅色高棉在接管柬埔寨後宣布當天是“零年”的第一天，以示柬埔寨歷史的重生。這術語源於法國大革命後雅各賓黨人把1792年9月21日訂為法國共和曆元年。零年實際上是紅色高棉試圖抹去歷史並將柬埔寨社會重置為第零年，消除過去的任何痕跡。

## 概念
波爾布特和紅色高棉大多數成員，曾是受過法國教育的共產主義者（也曾加入法共），他們從法國共和曆中元年概念中汲取靈感。零年背後的想法是，一個社會中的所有文化和傳統都必須被徹底摧毀或拋棄，必須從頭開始，一種新的革命文化取而代之。零年之前一個國家或民族的所有歷史在很大程度上都被認為是無關緊要的，理想情況下零年之前的事物都會被徹底清除和取代。

## 柬埔寨零年
1975年，紅色高棉軍隊佔領了柬埔寨首都金邊，并于奪取政權後宣佈了零年政策。為了將國家轉變為農業烏托邦，波爾布特著手將國家重建為一個前工業化、無階級的社會，試圖將所有公民變成農民（因他和他的政權相信受過教育的城市居民已經被西方資本主義思想腐蝕了）。他宣布國家將在“零年”重新開始，並且在零年之前存在的一切都將被根除。換句話說，這是對柬埔寨社會的徹底徹底的重置甚至清洗。波爾布特將他的人民與國際社會隔離開來成立農村集體；破壞了柬埔寨的社會結構和基礎設施；並著手清空城市，並廢除貨幣（因此也摧毀銀行）、私有財產、家庭和宗教。城市居民被轉移下鄉從事耕作。
零年前的任何知識都是被禁止的。為了確保沒有零年前社會的記錄記憶，書籍被燒毀（戴眼鏡也被定為犯罪，因為這表明人們可能有讀書習慣）。在民主柬埔寨，唯一可以接受的生活方式是農民的生活方式。幾個世紀以來的柬埔寨文化和制度因此被消滅——工廠、醫院、學校和大學——以及任何對它們的保護表示興趣的人都被殺害了。 所謂的新人——舊政府的成員和一般知識分子，包括律師、醫生、教師、工程師、神職人員和各個領域的合格專業人員——被認為是對新政權的威脅，因此被特別挑出來並在零年清洗期間被處決。
紅色高棉在接管政權之後，迅速採取了一系列激烈的去工業化政策，導致死亡人數大大超過了法國恐怖統治造成的死亡人數。